# RT-2UTTH Topol M

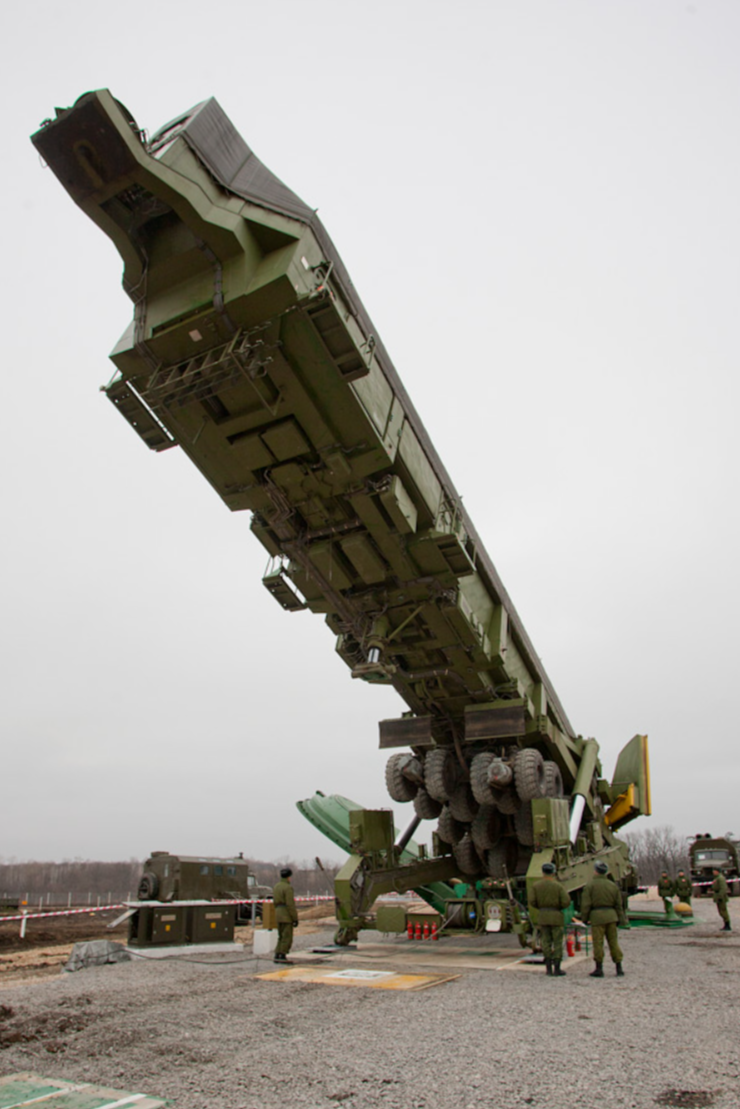
Carregando ICBM Topol-M no silo

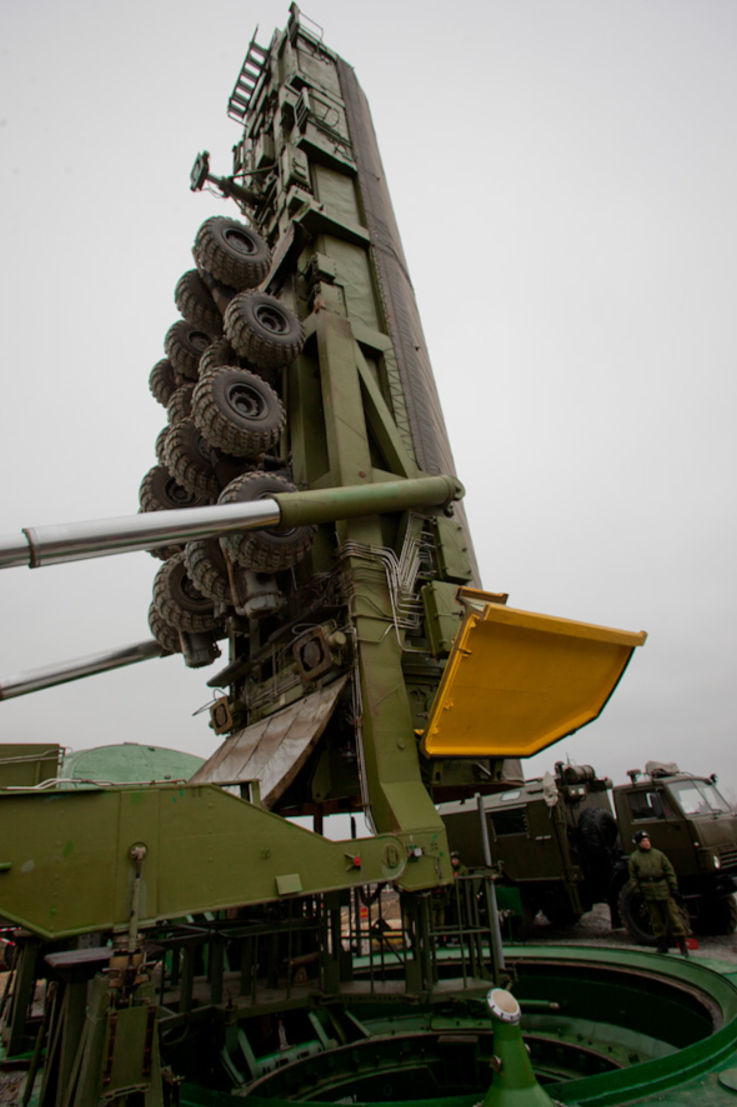
A fase final de carregamento do foguete no silo de lançamento

RT-2UTTH Topol M é uma linha de mísseis balísticos intercontinentais da Rússia, foi o primeiro míssil a ser desenvolvido depois do desmembramento da União Soviética.

## Características

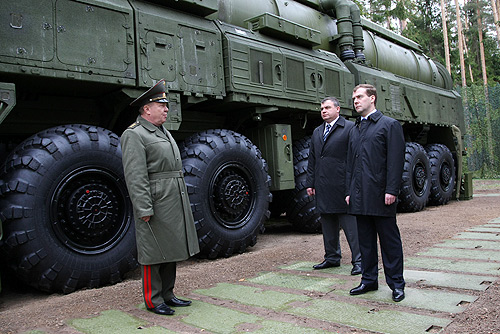

Ele tem 22,7 metros de comprimento, 1,9 metros de diâmetro, cada míssil leva uma única ogiva que rende 550 quilotons, mas o projeto abrange a possibilidade de quatro ogivas, sua velocidade máxima é 7.320 m/sec, ou  26 400 quilômetros por hora, 9,5% mais rápido do que o míssil norte-americano  LGM-30 Minuteman (24 100 quilômetros por hora).

## Desenvolvimento

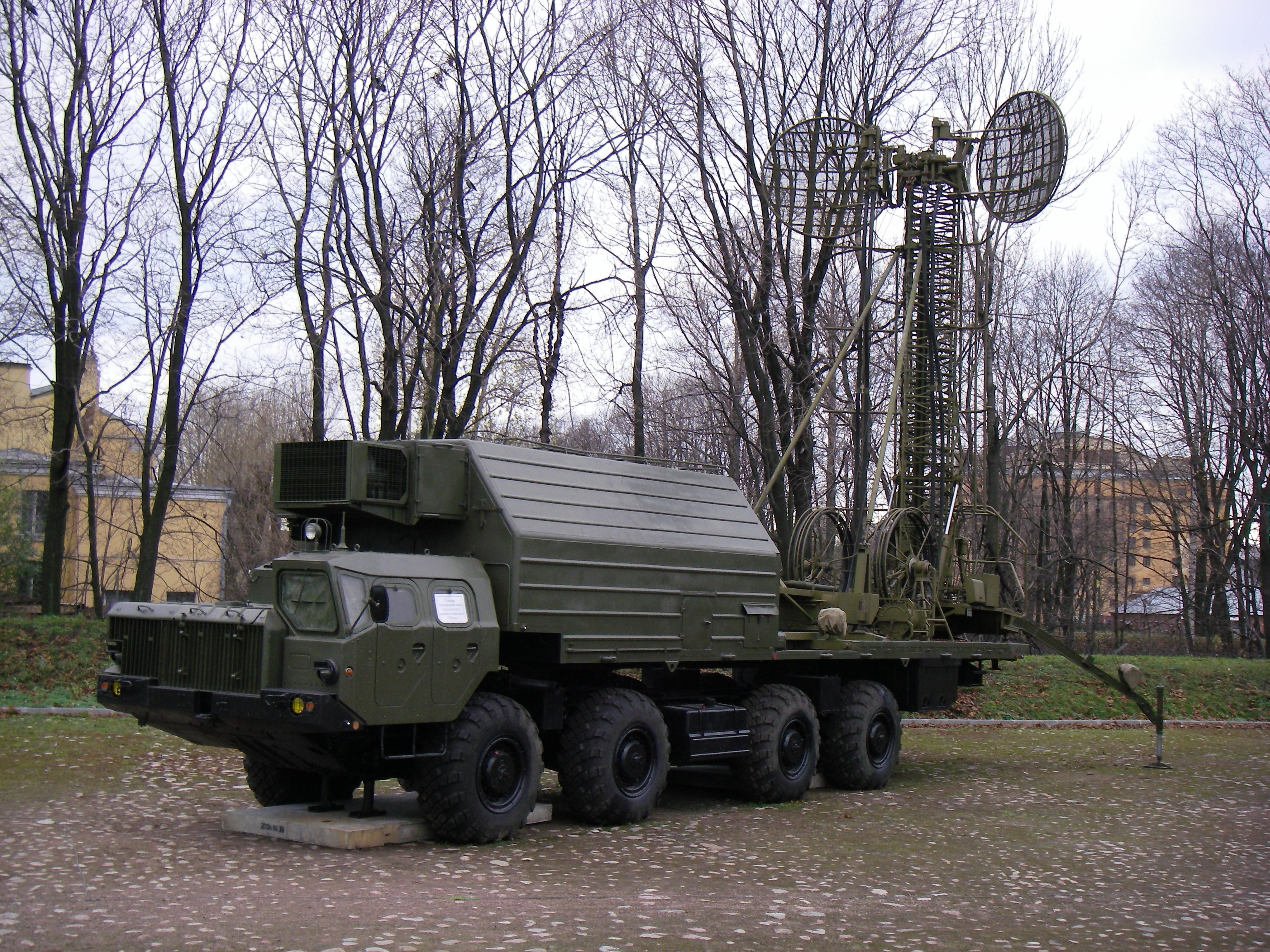

O projeto começou a ser desenhado na década de 1980, sendo redesenhado em 1992, com o primeiro teste em 20 de dezembro de 1994, sendo produzido ate hoje.

## Referencias
1. ↑  «Topol-M: Missile Defense Penetrator by Michal Fiszer». Consultado em 12 de abril de 2010. Arquivado do original em 30 de dezembro de 2012
2. ↑  General says Rússia will counter U.S. missile defense plans
3. ↑  SS-27